# Yon González
Yon González (Bergara, 20 mei 1986) is een Spaans acteur van Baskische afkomst. Hij is de jongere broer van acteur Aitor Luna. 

## Biografie
Hij begon zijn carrière bij de serie SMS, waar hij de rol van Andrés speelde van 2006 tot 2007. Zijn volgende grote rol was in de serie El internado waar hij van 2007 tot 2010 in speelde. Voor deze rol ontving hij verschillende prijzen. Van 2011 tot 2013 speelde hij de rol van Julio Olmedo in de kostuumdrama Gran Hotel. In 2017 begon hij met de rol van Francisco Gómez in de serie Las chicas del cable. Deze laatste twee series kregen ook internationale aandacht via Netflix, waardoor hij bij een breder publiek bekend werd. 
- Biblioteca Nacional de España: XX4706535
- Catàleg d'autoritats de noms i títols de Catalunya: 981058609869806706
- Gemeinsame Normdatei: 111551685X
- International Standard Name Identifier: 0000 0000 7761 5987
- Library of Congress Control Number: no2014105175
- Nederlandse Thesaurus van Auteursnamen: 388638001
- Virtual International Authority File: 107553491
- WorldCat: E39PBJycRgThdmxMxXBvfqMXVC